# Juan Crisóstomo Torrico
Juan Crisóstomo Torrico y Bargas, né le 21 janvier 1808 à Lima (Pérou) et mort le 8 mars 1875 dans le 8e arrondissement de Paris, était un militaire et homme d'État péruvien. Il fut président de la République du 16 août au 17 octobre 1842.